# Stevia rebaudiana
Stevia rebaudiana este o plantă din genul Stevia. Din frunzele de stevia dulce se obțin produse cu calitate de îndulcitori: frunze uscate, pudră și extract. Stevia rebaudiana este de 300 de ori mai dulce decât zahărul. Este acalorică și nu conține carbohidrați. Este de asemenea folosită ca îndulcitor principal în băutura carbogazoasă Coca-Cola Life.
Stevia dulce este o plantă perenă, un tufiș care poate crește câțiva metri. Lungimea frunzei este de 2-3 cm. Florile mici, albe,  cresc în partea de sus a frunzișului. Frunzele pot fi mâncate proaspete, folosite sub formă de ceai, sau pot fi puse în mâncare.
Stevia dulce crește ca plantă sălbatică în Paraguay, dar este cultivată și în Uruguay, Brazilia, Israel, Thailanda și China.
Guaranii (indieni din America de Sud) au folosit stevia dulce în băuturile lor timp de 1500 de ani. Japonezii au dezvoltat o metodă de separare a îndulcitorilor din plante în anii '70. În Occident, a devenit populară la începutul anilor 2000. Uniunea Europeană a aprobat introducerea ei pe piață în anul 2011.

## Legături externe
- ITIS: Stevia rebaudiana engleză {{{1}}}
- United States Department of Agriculture (USDA): Stevia rebaudiana engleză {{{1}}}
- Dr. Duke's Phytochemical and Ethnobotanical Databases: Stevia rebaudiana[nefuncțională]
 engleză {{{1}}}
- Centre for Agriculture and Biosciences International (CABI): Stevia rebaudiana engleză {{{1}}}
- Adevarul despre stevia obio.ro